# Opius trencensis
Opius trencensis är en stekelart som beskrevs av Fischer 1984. Opius trencensis ingår i släktet Opius och familjen bracksteklar. Inga underarter finns listade i Catalogue of Life.